# Rakky Ripper
Rakky Ripper, nombre artístico de Raquel García Cabrerizo (Granada, 24 de febrero de 1995), es una cantante y compositora española que saltó a la fama en 2023 por competir en el festival Benidorm Fest con su tema «Tracción».

## Carrera
Rakky Ripper comenzó su carrera musical a la edad de 15 años, cuando empezó a subir canciones versionadas a la plataforma online YouTube.
Tras varios singles y proyectos, Rakky se presentó a las audiciones de Operación Triunfo 2018 en Málaga, llegando al casting final, pero finalmente no fue elegida.
En 2019 lanzó de forma independiente su primer álbum «Neptune Diamond», consiguiendo muy buenas críticas tanto nacionales como internacionales y convirtiéndose en una de las pioneras del hyperpop en España.
Desde los inicios de su carrera ha pasado por festivales como el Sónar CCCB, el BIME, Covaleda, Warm Up o Cala Mijas y ha llegado a tener una gira por los Estados Unidos, pasando por el SXSW en Austin, Los Ángeles y Nueva York.
En febrero de 2023 compitió en la edición anual del Benidorm Fest, posicionándose última en la segunda semifinal pero habiendo ganado un gran apoyo entre el público. Su canción "TRACCIÓN" llegó a entrar directa al número 16º de la lista Viral 50 de Spotify España y escaló al puesto 11º donde se mantuvo durante varias semanas. Actualmente es la 6ª canción más escuchada del certamen en Spotify, solo superada por otros éxitos de su edición como "Nochentera" de Vicco o "EAEA" de Blanca Paloma. En verano de ese mismo año Rakky actuó en el Morrete Fest, en Logroño y en la Plaza del Callao de Madrid, ambas celebraciones con motivo del Orgullo LGBTIQ+ 2023. 
En noviembre de ese mismo año anunció su segundo disco, "NADIE LO VA A HACER POR MI", que fue lanzado el 1 de diciembre de 2023.
En enero de 2025, Rakky comenzó a adelantar un nuevo proyecto. El 7 de febrero lanzó "Las cosas de antes", el primer single de su tercer disco para más tarde sacar "Angelicaldiabolical" el 13 de marzo. El álbum recibió el título "Para que salga el Sol" y fue anunciado para lanzamiento el 30 de mayo.

## Discografía

### Sencillos
| Año  | Título                                       |
| ---- | -------------------------------------------- |
| 2019 | «R.I.P. Plantitas»                           |
| 2019 | «Glossy Club» con Ivanka Dumb                |
| 2020 | «Cyberpet» con Putochinomaricón              |
| 2020 | «Coyote»                                     |
| 2020 | «Coyote Beauty Brain Remix» con Beauty Brain |
| 2021 | «Whatever»                                   |
| 2021 | «donde stas??»                               |
| 2021 | «ZIP» con Chase Icon                         |
| 2022 | «Piscis»                                     |
| 2022 | «LOVE!!!!!!!!!!!!!!!!!!!!!!» con OH!DULCEARi |
| 2022 | «La Corriente» con Marta Sango               |
| 2022 | «SE QUEMÓ» con Tauro                         |
| 2022 | «TOKYO» con Swallow X                        |
| 2022 | «TRACCIÓN» con Kickbombo                     |
| 2023 | «DURA» con detunedfreq                       |
| 2023 | «SALVAR EL POP» con Kickbombo                |
| 2023 | «RUIDO» con Rizha                            |
| 2023 | «ROTTEN» con detunedfreq                     |
| 2024 | «Adulta y funcional» con Marta Sango         |
| 2025 | «Las cosas de antes»                         |
| 2025 | «Angelicaldiabolical»                        |

### Álbumes y EPs
| Año  | Tipo  | Título                       |
| ---- | ----- | ---------------------------- |
| 2019 | Álbum | «Neptune Diamond»            |
| 2021 | EP    | «Xtra Cost - EP»             |
| 2023 | Álbum | «NADIE LO VA A HACER POR MI» |
| 2025 | Álbum | «Para que salga el Sol»      |